# Polū Sarkān
Polū Sarkān (persiska: پلو سركان, پُلِ سِرگان, پُلُّسَركَن, پُلو سِركان) är en ort i Iran.   Den ligger i provinsen Kurdistan, i den nordvästra delen av landet, 300 km väster om huvudstaden Teheran. Polū Sarkān ligger 2 015 meter över havet och antalet invånare är 354.
Terrängen runt Polū Sarkān är kuperad åt sydväst, men åt nordost är den platt.Runt Polū Sarkān är det ganska tätbefolkat, med 58 invånare per kvadratkilometer. Närmaste större samhälle är Qorveh, 11,0 km nordväst om Polū Sarkān. Trakten runt Polū Sarkān består i huvudsak av gräsmarker.